# Lisboa Belém Open 2024
Il Lisboa Belém Open 2024 è stato un torneo di tennis professionistico maschile e femminile. È stata l'8ª edizione del torneo maschile, facente parte della categoria Challenger 100 nell'ambito dell'ATP Challenger Tour 2024, con un montepremi di 121 000 €. È stata la 4ª edizione del torneo per le donne, facente parte della categoria W75 nell'ambito dell'ITF Women's World Tennis Tour 2024, con un montepremi di 60 000 $. Entrambi i tornei si sono giocati dal 23 al 29 settembre 2024 sui campi in terra rossa del Club Internacional de Foot-ball di Lisbona, in Portogallo.

## Partecipanti singolare maschile

### Teste di serie
| Nazionalità | Giocatore              | Ranking* | Testa di serie |
| ----------- | ---------------------- | -------- | -------------- |
| Brasile     | Thiago Monteiro        | 76       | 1              |
| Germania    | Daniel Altmaier        | 83       | 2              |
| Brasile     | Thiago Seyboth Wild    | 96       | 3              |
| Argentina   | Thiago Agustín Tirante | 99       | 4              |
| Slovacchia  | Jozef Kovalík          | 117      | 5              |
| Serbia      | Laslo Đere             | 119      | 6              |
| Svizzera    | Alexander Ritschard    | 123      | 7              |
| Colombia    | Daniel Elahi Galán     | 130      | 8              |
| Italia      | Andrea Pellegrino      | 144      | 9              |

* Ranking al 16 settembre 2024.

### Altri partecipanti
I seguenti giocatori hanno ricevuto una wild card per il tabellone principale:
- Gastão Elias
- Frederico Ferreira Silva
- Duarte Vale

Il seguente giocatore è entrato in tabellone come special exempt:
- Luka Pavlovic

Il seguente giocatore è entrato in tabellone come alternate:
- Federico Arnaboldi

I seguenti giocatori sono passati dalle qualificazioni:
- Martin Kližan
- Giovanni Fonio
- Dennis Novak
- Clément Tabur
- Enrico Dalla Valle
- Daniel Rincón

I seguenti giocatori sono entrati in tabellone come lucky loser:
- Adrian Andreev
- Sandro Kopp
- Elmer Møller

## Campioni

### Singolare maschile
Alexander Ritschard ha sconfitto in finale  Raphaël Collignon con il punteggio di 6–3, 6(3)–7, 6–3.

### Singolare femminile
Victoria Jiménez Kasintseva ha sconfitto in finale  Guiomar Maristany con il punteggio di 6–4, 6–2.

### Doppio maschile
Romain Arneodo /  Théo Arribagé hanno sconfitto in finale  George Goldhoff /  Fernando Romboli con il punteggio di 6–2, 6–3.

### Doppio femminile
Francisca Jorge /  Matilde Jorge hanno sconfitto in finale  Yvonne Cavallé Reimers /  Ángela Fita Boluda con il punteggio di 7–6(5), 6–4.